# Jinx (DC Comics)
Jinx é uma personagem fictícia e supervilã do universo DC Comics. Ela aparece em Teen Titans, onde no começo da história odiava os Titãs e por isso se juntou aos High-f.i.v.e. para lutar contra os Titãs e cometer crimes. E seu nome é Aline Haiden.

## História
Jinx foi vilã até conhecer Kid Flash que estava então sendo seguido por Madame Rouge, vilã no qual Jinx admirava. Após Madame Rouge menosprezar Jinx, a então vilã pensou sobre o que Kid Flash falou, se queria ser vilã ou ser heroína. No último episódio da série: Titans Togheter, Jinx abandona a vida de vilã e se junta aos Titãs. Aparece na edição #34, como namorada de Kid Flash.
Jinx fazia parte do exército de vilões do sexo feminino de Circe que foi derrotado pela Mulher-Maravilha e as super-heroínas da Terra. Pouco tempo depois, ela foi recrutada pela Rainha Cléa na re-formada organização criminosa só de mulheres Corporação Vilania. Junto com Cyborgirl, Doutora Veneno, Giganta, e Trindade, Jinx auxilia Cléa em conquistar Skartaris, uma outra dimensão. O plano, no entanto, é comandado por Trindade. O time não tem aparecido desde então.

## Publicação
Ela se juntou ao grupo de supervilões Quinteto Mortal, um inimigo frequente dos Novos Titãs, Superman e os Renegados. Ela também tem sido um membro da Corporação Vilania. Até à data, o seu verdadeiro nome não foi revelado.